# Гарріс (округ, Джорджія)
Шаблон:StateAbbr_ 32°44′ пн. ш. 84°55′ зх. д. / 32.74° пн. ш. 84.91° зх. д.
Округ  Гарріс (англ. Harris County) — округ (графство) у штаті  Джорджія, США. Ідентифікатор округу 13145.

## Історія
Округ утворений 1827 року.

## Демографія
За даними перепису 
2000 року 
загальне населення округу становило 23695 осіб, зокрема міського населення було 759, а сільського — 22936.
Серед мешканців округу чоловіків було 11701, а жінок — 11994. В окрузі було 8822 домогосподарства, 6986 родин, які мешкали в 10288 будинках.
Середній розмір родини становив 3,02.
Віковий розподіл населення поданий у таблиці:
| Стать    | До 15 років | 15-21 | 22-29 | 30-39 | 40-49 | 50-65 | 65-85 | Понад 85 |
| -------- | ----------- | ----- | ----- | ----- | ----- | ----- | ----- | -------- |
| Чоловіки | 2594        | 1079  | 849   | 1750  | 1978  | 2254  | 1126  | 71       |
| Жінки    | 2374        | 991   | 899   | 1933  | 2064  | 2100  | 1440  | 193      |

## Суміжні округи
- Труп — північ
- Мерівезер — північний схід
- Телбот — схід
- Маскогі — південь
- Лі, Алабама — південний захід
- Чемберс, Алабама — північний захід

## Виноски
1. ↑  U.S. Decennial Census. United States Census Bureau. Архів оригіналу за 12 травня 2015. Процитовано 23 червня 2014.
2. ↑  Historical Census Browser. University of Virginia Library. Архів оригіналу за 11 серпня 2012. Процитовано 23 червня 2014.
3. ↑  Population of Counties by Decennial Census: 1900 to 1990. United States Census Bureau. Архів оригіналу за 2 лютого 2019. Процитовано 23 червня 2014.
4. ↑  Census 2000 PHC-T-4. Ranking Tables for Counties: 1990 and 2000 (PDF). United States Census Bureau. Архів оригіналу (PDF) за 18 грудня 2014. Процитовано 23 червня 2014.
5. ↑  State & County QuickFacts. United States Census Bureau. Архів оригіналу за 7 червня 2011. Процитовано 16 лютого 2014.(англ.) Наведено за англійською вікіпедією.
6. ↑  QuickFacts. Harris County, Georgia. United States Census Bureau. Архів оригіналу за 16 жовтня 2018. Процитовано 16 жовтня 2018.
7. ↑  American FactFinder. Бюро перепису населення США. Архів оригіналу за 21 травня 2008. Процитовано 31 січня 2008.

| США | Це незавершена стаття з географії США. Ви можете допомогти проєкту, виправивши або дописавши її. |